# Nicolas Winding Refn
Nicolas Winding Refn (Kopenhagen, 29 september 1970) is een Deens filmregisseur, scenarioschrijver en filmproducent.

## Biografie
Nicolas Winding Refn werd geboren in 1970 in Kopenhagen als zoon van filmproducent en editor Anders Refn en cameraregisseusse Vibing Winding. Na de scheiding van zijn ouders, verhuisde hij in 1981 met zijn moeder en stiefvader naar Manhattan (New York). Hij volgde lessen aan de American Academy of Dramatic Arts maar werd na het eerste jaar niet meer uitgenodigd omdat hij tijdens een acteerles een tafel had kapotgegooid. Winding Refn keerde terug naar Denemarken en volgde daar lessen aan de Nationale filmschool maar verliet de school voortijdig om in 1996 zijn eerste langspeelfilm Pusher te maken. Zijn grote doorbrak kwam er in 2011 met zijn langspeelfilm Drive die in première ging in de competitie op het filmfestival van Cannes. De film kreeg 73 prijzen en 163 nominaties waaronder nominaties voor de Academy Awards, César, Golden Globes, BAFTA Awards en de Deense Bodil.
Winding Refn is gehuwd met de actrice Liv Corfixen en ze hebben samen twee dochters.

## Filmografie
| Jaar | Film                                     | Bijdragen | Bijdragen | Bijdragen | Bijdragen | Bijdragen | Opmerkingen                |
| Jaar | Film                                     | Regie     | Scenario  | Productie | Acteur    | Rol       | Opmerkingen                |
| ---- | ---------------------------------------- | --------- | --------- | --------- | --------- | --------- | -------------------------- |
| 1996 | Pusher                                   | Afgevinkt | Afgevinkt |           | Afgevinkt | Brian     |                            |
| 1999 | Bleeder                                  | Afgevinkt | Afgevinkt | Afgevinkt |           |           |                            |
| 2003 | Fear X                                   | Afgevinkt | Afgevinkt |           |           |           |                            |
| 2004 | Pusher II                                | Afgevinkt | Afgevinkt |           |           |           |                            |
| 2005 | Pusher 3                                 | Afgevinkt | Afgevinkt |           |           |           |                            |
| 2005 | Kinamand                                 |           |           |           | Afgevinkt | Lægen     |                            |
| 2008 | Bronson                                  | Afgevinkt | Afgevinkt |           |           |           |                            |
| 2009 | Agatha Christie's Marple: Nemesis        | Afgevinkt |           |           |           |           | Televisiefilm              |
| 2009 | Valhalla Rising                          | Afgevinkt | Afgevinkt |           |           |           |                            |
| 2011 | Drive                                    | Afgevinkt |           |           |           |           |                            |
| 2013 | Only God Forgives                        | Afgevinkt | Afgevinkt |           |           |           |                            |
| 2013 | Jodorowsky's Dune                        |           |           |           | Afgevinkt | Zichzelf  | Documentaire               |
| 2015 | My Life Directed by Nicolas Winding Refn |           |           |           | Afgevinkt | Zichzelf  | Documentaire               |
| 2016 | The Neon Demon                           | Afgevinkt | Afgevinkt | Afgevinkt |           |           |                            |
| 2019 | Too Old to Die Young                     | Afgevinkt | Afgevinkt | Afgevinkt |           |           | Televisieserie voor Amazon |

## Prijzen en nominaties
Nicolas Winding Refn won 26 filmprijzen en kreeg meer dan 40 nominaties. De belangrijkste:
| Jaar | Prijs                   | Categorie                           | Film              | Uitslag     |
| ---- | ----------------------- | ----------------------------------- | ----------------- | ----------- |
| 2016 | Filmfestival van Cannes | Gouden Palm                         | The Neon Demon    | Genomineerd |
| 2013 | Filmfestival van Cannes | Gouden Palm                         | Only God Forgives | Genomineerd |
| 2012 | BAFTA Awards            | David Lean Award for best Direction | Drive             | Genomineerd |
| 2012 | Bodil                   | Beste Amerikaanse film              | Drive             | Genomineerd |
| 2012 | César                   | Beste buitenlandse film             | Drive             | Genomineerd |
| 2011 | Satellite Award         | Beste regisseur                     | Drive             | Gewonnen    |
| 2011 | Filmfestival van Cannes | Beste regisseur                     | Drive             | Gewonnen    |
| 2005 | Bodil                   | Beste Deense film                   | Pusher II         | Genomineerd |
| 2000 | Bodil                   | Beste Deense film                   | Bleeder           | Genomineerd |